# Ängssköldspindel
Ängssköldspindel (Ceratinella brevipes) är en spindelart som först beskrevs av Westring 1851.  Ängssköldspindel ingår i släktet Ceratinella och familjen täckvävarspindlar. Arten är reproducerande i Sverige. Inga underarter finns listade i Catalogue of Life.